# Bureau of Meteorology

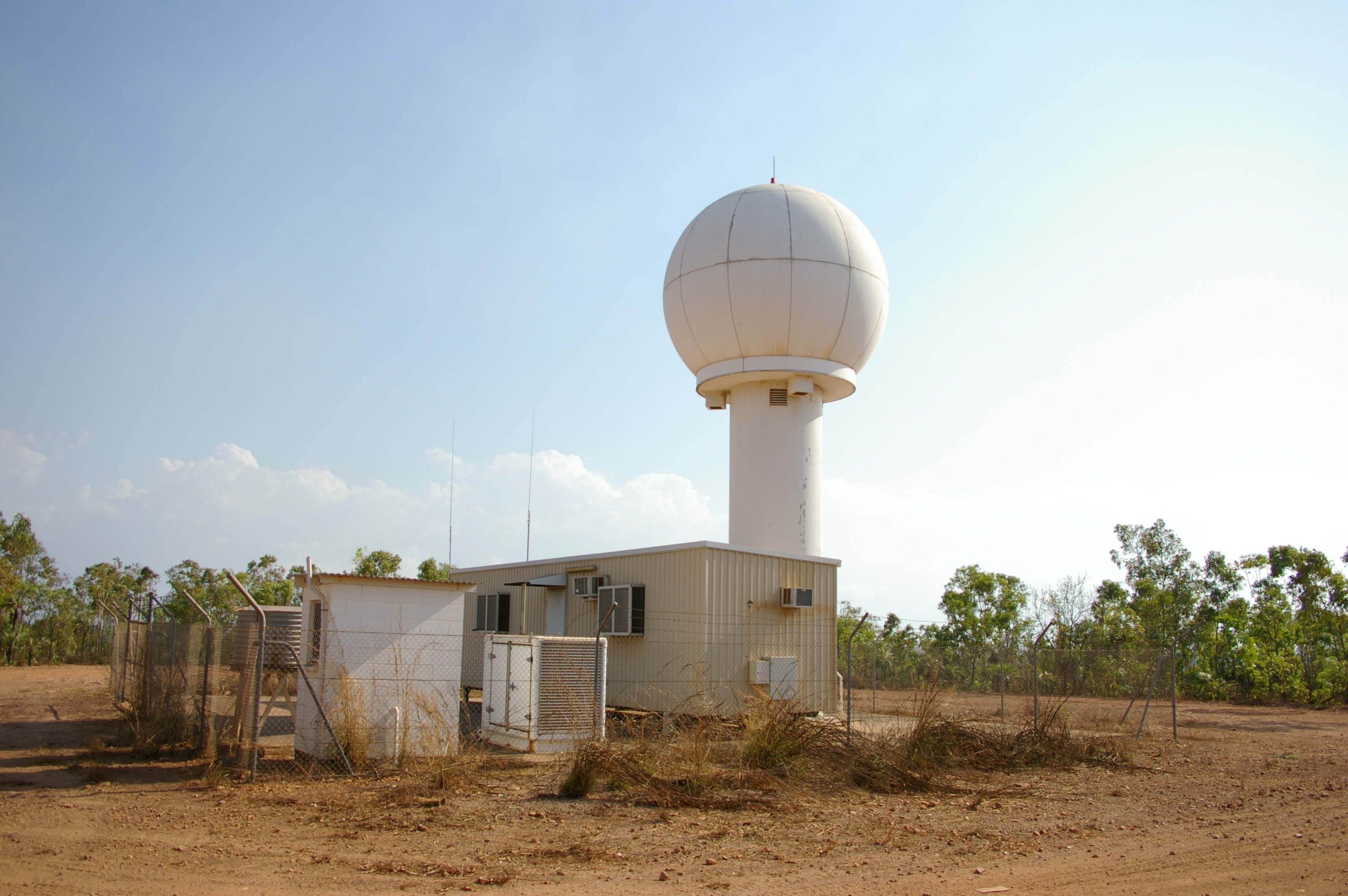
Radar Berrimah.

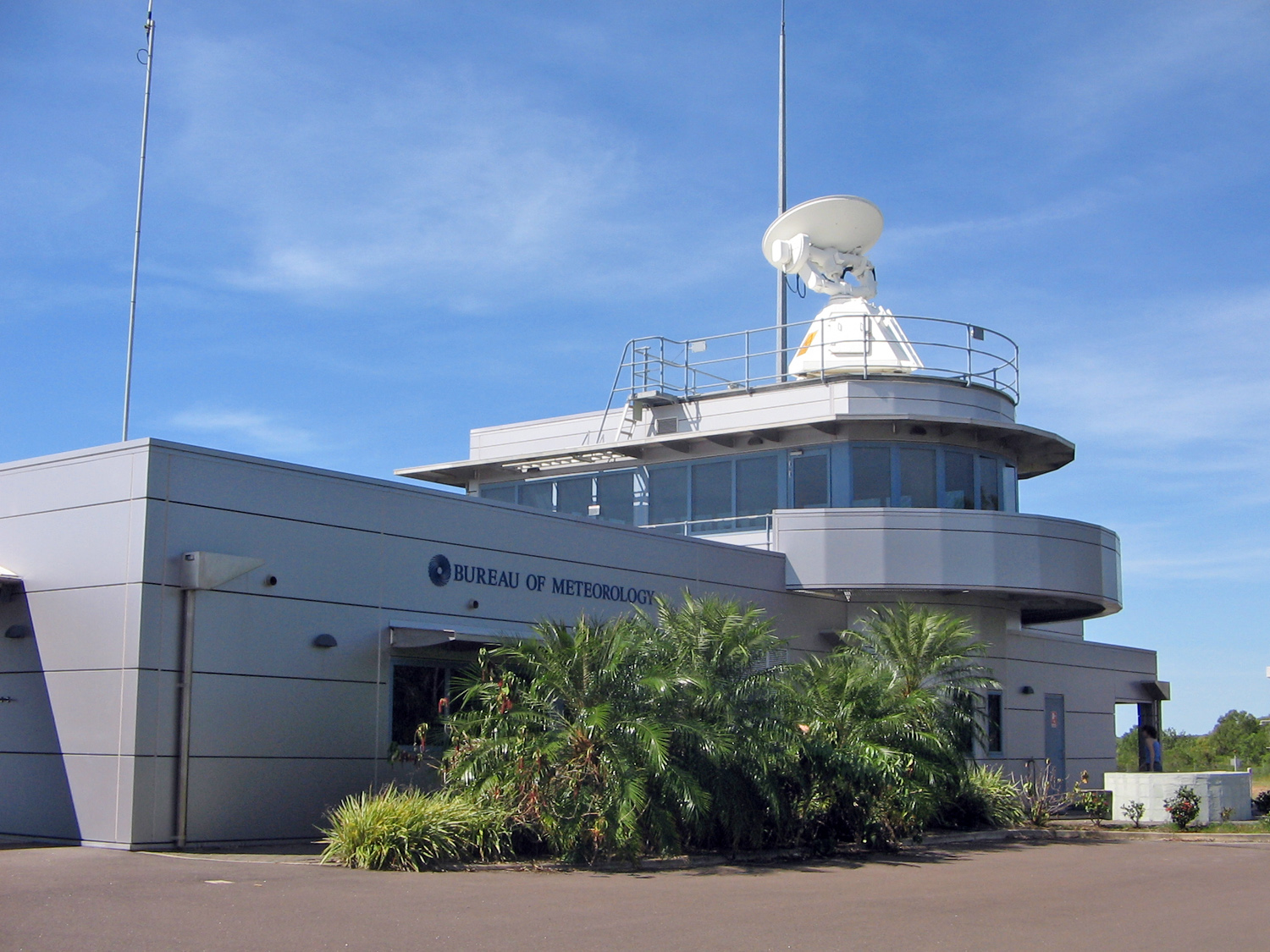
Biuro meteorologiczne w Darwin.

Bureau of Meteorology – australijska narodowa agencja meteorologiczna podlegająca pod Departament ds. Środowiska, Wody, Dziedzictwa Kulturowego i Sztuki, z siedzibą w Melbourne Docklands (dzielnica Melbourne). Założona w 1906 na mocy ustawy meteorologicznej (ang. Meteorology Act), która spowodowała połączenie się stanowych służb metrologicznych, które istniały wcześniej. Służby stanowe oficjalnie przekazały obowiązki Bureau of Meteorology dnia 1 stycznia 1908.
Bureau of Meteorology jest najważniejszą służbą dostarczającą aktualne informacje o pogodzie, wydawaniu ostrzeżeń dla społeczeństwa australijskiego oraz informowaniu o alarmach powodziowych.
Regionalne biura znajdują się w każdym stanie i terytorium Australii. Każde biuro regionalne zawiera centrum prognoz i ostrzeżeń powodziowych, ponadto w Perth, Darwin i Brisbane znajduje się centrum ostrzeżeń przed cyklonami (Tropical Cyclone Warning Centre). W Adelaide zlokalizowane jest National Tidal Centre, a w Darwin Volcanic Ash Advisory Centre.  
Bureau of Meteorology posiada swoje biura na całym kontynencie, ale również na sąsiednich wyspach oraz na Antarktydzie.

## Dyrektorzy
| Dyrektor           | Lata urzędowania |
| ------------------ | ---------------- |
| Henry Ambrose Hunt | 1908-1931        |
| William S Watt     | 1931–1940        |
| H. Norman Warren   | 1940–1950        |
| Edward W Timcke    | 1950–1955        |
| Leonard J Dwyer    | 1955–1962        |
| William J Gibbs    | 1962–1978        |
| John Zillman       | 1978–2003        |
| Geoff Love         | 2003–2008        |
| Neville Smith      | 2008–2009        |
| Greg Ayers         | 2009–2012        |
| Rob Vertessy       | 2012–            |